# Kitchen Point
Kitchen Point är en udde i Antarktis. Den ligger på Robert Island i Sydshetlandsöarna. Argentina, Chile och Storbritannien gör anspråk på området.
Terrängen inåt land är varierad. Havet är nära Kitchen Point åt nordost. Trakten är obefolkad. Det finns inga samhällen i närheten.